# Welford-on-Avon
Pour les articles homonymes, voir Welford.
Welford-on-Avon est un village et une paroisse civile du Warwickshire, en Angleterre. Administrativement, il dépend du district de Stratford-on-Avon.